# Philcoxia bahiensis
Philcoxia bahiensis е един от редките растителни видове от семейство Живовлекови (Plantaginaceae), той е ендемичен за бразилския щат Баия. Видът е открит за първи път от местен жител, Уилсън Ганев, през август 1992 г. Поради своята плацентация екземплярът е бил определен като член на Scrophulariaceae (по-късно Plantaginaceae sensu APG II), въпреки външния му вид близък до този на утрикуларията. Официално е описан през 2000 г. като нов вид.

## Местообитания
Местообитанията му се състоят от места, покрити дълбоко с бял пясък сред Серадо при височина между 800 и 1450 m. В първоначалните описания на рода са включени подозрения, че изобилието от жлези на горните повърхности на листата е индикация, че тези видове могат да бъдат месоядни.